# Suối nước khoáng Mỹ Lâm
Suối nước khoáng Mỹ Lâm thuộc phường Mỹ Lâm, thành phố Tuyên Quang, tỉnh Tuyên Quang. Suối khoáng Mỹ Lâm còn có tên gọi khác là "Suối khoáng Sun-phua" do hàm lượng Hydro sulfide trong nước lên đến 5 mg/lít. Nguồn nước được các nhà địa chất học người Pháp phát hiện từ năm 1923.